# Morane-Saulnier N
Morane-Saulnier type N, také známý jako Morane-Saulnier N, byl francouzský jednoplošný stíhací letoun užívaný v době první světové války. Byl zkonstruován a vyráběn společností Morane-Saulnier, původně od roku 1914 jako závodní letoun, a od dubna 1915 sloužil v Aéronautique Militaire pod označením Morane-Saulnier MS.5 C.1. Tvořil také výzbroj čtyř perutí britského Royal Flying Corps, kde byl znám pod jménem „Bullet“ (kulka), a v omezeném počtu byl užíván i 19. leteckým oddílem armádního letectva Ruského impéria.

## Popis
Morane N byl hornoplošník převážně dřevěné konstrukce, s trupem, nosnými a řídícími plochami potaženými plátnem.
Ačkoliv typ N byl letoun aerodynamicky čistých tvarů, jeho pilotáž byla náročná, vzhledem ke kombinaci tuhosti řízení v příčném směru, které užívalo kroucení křídel namísto křidélek, přílišné citlivosti výškovky a směrového kormidla, a na tehdejší dobu vysoké přistávací rychlosti. 
Výzbroj typu N byla tvořena jedním nesynchronizovaným kulometem Hotchkiss ráže 8 mm, střílejícím okruhem vrtule, k jejíž ochraně na ní byly použity ocelové odrazné klíny, stejně jako u typu L. Pozdější odvozené typy I a V užívaly kulomet Vickers ráže 7,7 mm.
Aby byla zajištěna aerodynamická jemnost letounu, byla vrtule opatřena rozměrným kuželem, zvaným „casserole“, který ale způsoboval přehřívání motoru. V průběhu roku 1915 byly vrtulové kužely odstraněny, aniž by se to výrazněji nepříznivě projevilo na výkonech stroje. 
Bylo postaveno celkem 49 kusů, ale typ brzy zastaral, vzhledem k rychlému vývoji letecké techniky během války. Poté, co na frontu začaly přicházet modernější Nieuporty Ni 10 a zejména Ni 11, byl jimi na přelomu let 1915 a 1916 u Francouzského letectva rychle nahrazen. U Royal Flying Corps, které typ nasadilo ve větším počtu, byly poslední zachované kusy staženy z prvoliniové služby v říjnu 1916. Letectvo carského Ruska provozovalo jedenáct kusů typu na jihozápadní a rumunské frontě ještě v červenci 1917.

## Varianty
Morane-Saulnier Type N
základní varianta - jednoplošný stíhací a rychlý průzkumný stroj
Morane-Saulnier Type Nm
malý počet s modifikovanými ocasními plochami
Morane-Saulnier I
výkonnější varianta s motorem Le Rhône 9J o výkonu 110 hp
Morane-Saulnier V
varianta typu I s delším doletem

## Uživatelé

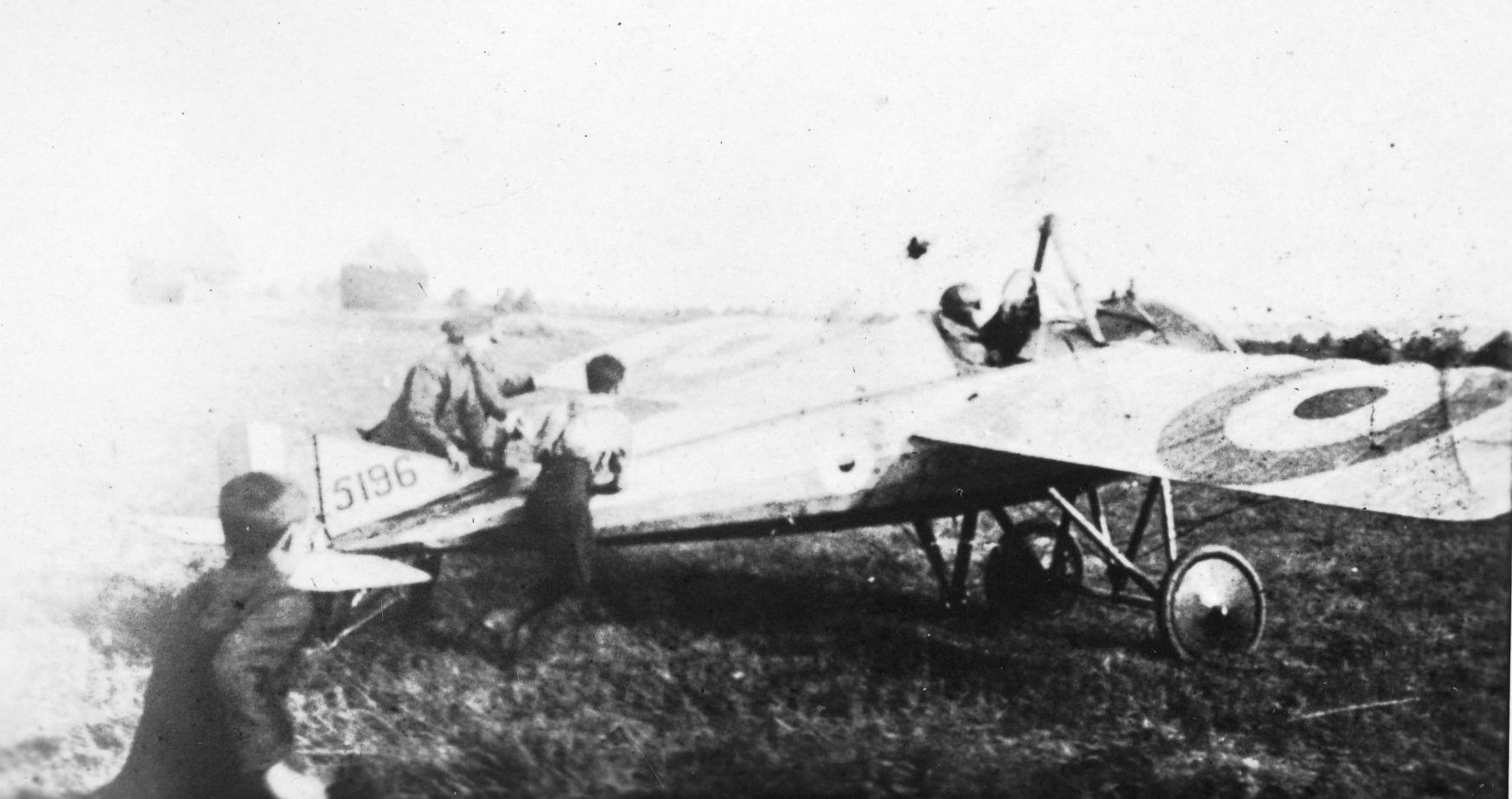
Morane-Saulnier N v markingu RFC.

- Francie
  - Aéronautique militaire
- Ruské impérium
  - Letectvo carského Ruska
- Spojené království
  - Royal Flying Corps
    - 1. peruť RFC[2]
    - 3. peruť RFC[2]
    - 24. peruť RFC[2]
    - 60. peruť RFC
- Ukrajina
  - Ukrajinské letectvo[2]

## Specifikace

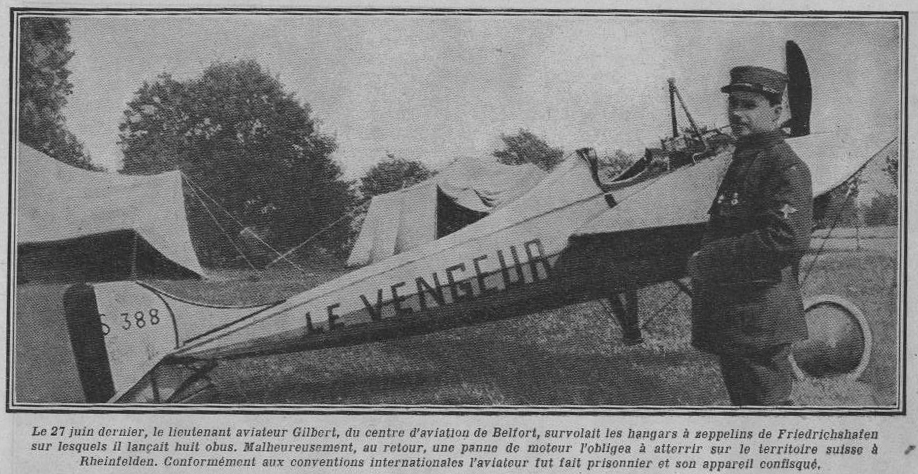
Eugène Gilbert před svým Moranem N pojmenovaným Le Vengeur („Mstitel“).

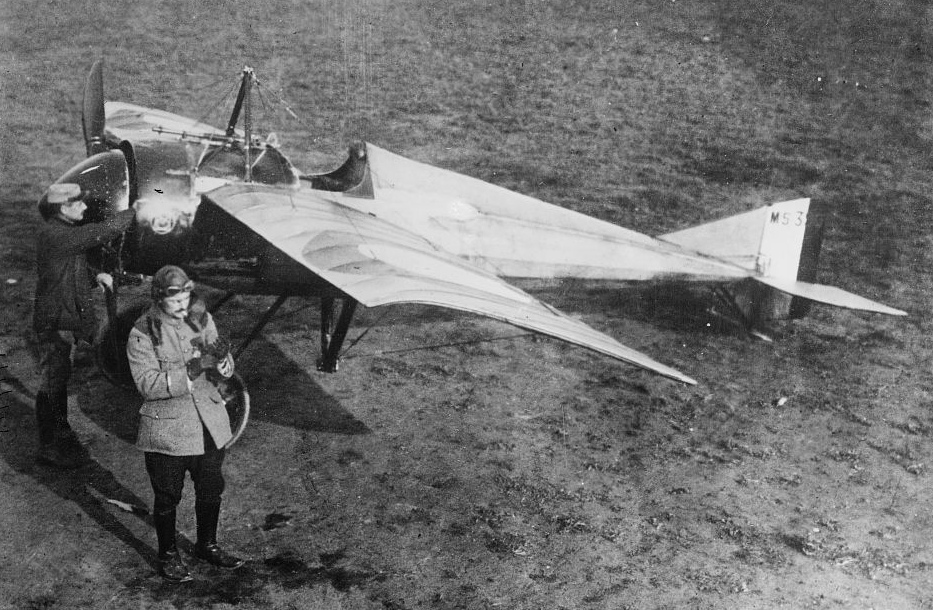
Jules Védrines před svým Morane-Saulnier N

Údaje podle War Planes of the First World War, Volume Five

### Technické údaje
- Posádka: 1
- Délka: 5,83 m
- Rozpětí:  8,15 m
- Výška: 2,25 m
- Nosná plocha: 11 m²
- Prázdná hmotnost: 288 kg
- Vzletová hmotnost: 44 kg
- Pohonná jednotka: 1 × rotační motor Le Rhône 9C chlazený vzduchem
- Výkon pohonné jednotky: 60 kW (80 hp)

### Výkony
- Maximální rychlost: 144 km/h
- Dostup: 4 000 m[4]
- Vytrvalost: 1 hodina a 30 minut
- Výstup do výše 2 000 m: 10 minut

### Výzbroj
- 1 × kulomet Hotchkiss ráže 8 mm nebo Vickers ráže 7,7 mm